# Drake
För andra betydelser, se Drake (olika betydelser).
- Övre vänster: Draken som nedkämpas i sagan om Sankt Göran och draken, målning av Jan Baegert.
- Övre höger: Den trehövdade ormen Gorynytj, vilken enligt slavisk mytologi och sägner åt upp unga flickor och var en fara för mänskligheten.
- Undre vänster: Runstenen U 887 som uppvisar både rundrake och en bevingad drake.
- Nedre höger: Avbildning av östra havets drakkung Qīnglóng (Azurdraken) i Koguryogravarna (37 f.Kr. – 427 e.Kr.), Sydkorea.

Drake, arkaiskt även orm (jämför lindorm, sjöorm), är ett sagodjur som brukar beskrivas som ett stort reptil- eller serpentinartat monster, vanligen ett chimärt djur med förmågan att flyga samt med vissa övernaturliga krafter. Olika återgivningstraditioner finns både historiskt och geografiskt; särskilt mellan västerländska och österländska drakar.

## Etymologi

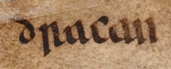
Fornengelska dracan (drake) funnet i Beowulfkvädet från vikingatiden.

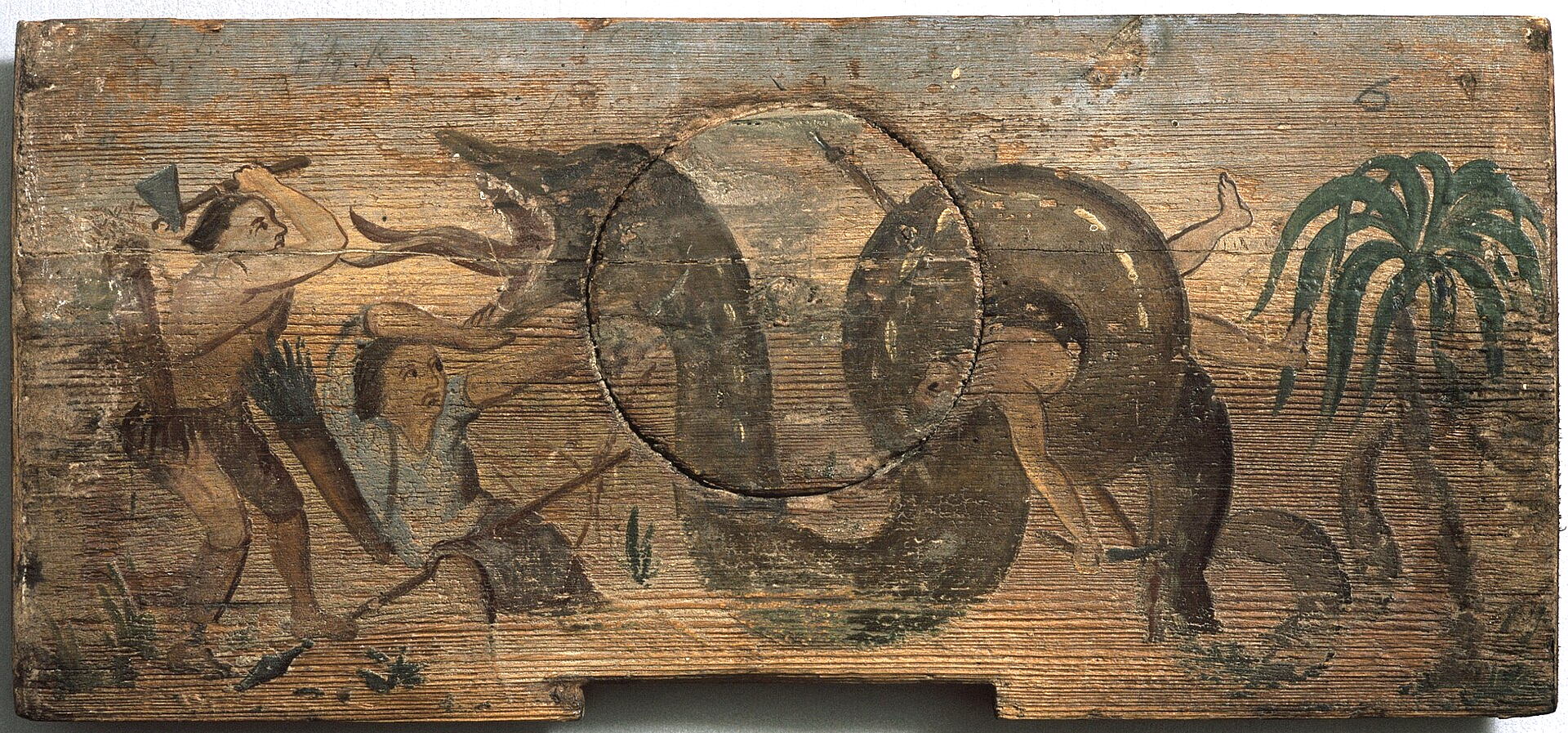
Slovensk drake i form av en stor orm (1800-tal).

Drake kommer av fornsvenskans draki som i sin tur kommer från fornnordiskans dreki, vilket även kan avse drakskepp (jämför fornengelska: dracan, engelska: dragon, tyska: drache). Ursprung är dunkelt men ordet är kognat med latinska dracō som betyder orm, vilket i sin tur härrör från klassisk grekiska δράκων (drákōn) som betyder “stor orm” och dito även drake.
Historiskt förekommer även orm som begrepp för vidundret (fornsvenska: ormber, fornnordiska: ormr, samt fornhögtyska: wurm, fornengelska: wyrm, engelska: worm), vilket idag främst överlever i sammansättningar såsom lindorm och sjöorm med mera. Även fornnordiska naðr (huggorm) och snák (snok) användes som synonym för drake i till exempel skaldediktning.
Andra drakbegrepp som härrör från "orm" inkluderar franskans guivre och vouivre samt engelskans wyver, härrörande latins vīpera (“huggorm, giftorm”).

## Uppkomst
Det är inte helt klart när eller var berättelsen om draken först uppstod men stora flygande reptiler beskrevs redan hos de gamla grekerna och sumererna. Nästan varenda kultur har någon form av drake i sin mytologi. De har under historiens gång betraktats som både användbara och skyddande, andra gånger skadliga och farliga väsen.
En förklaring till fenomenets uppkomst var tidigare att man i äldre tider funnit dinosaurieskelett, och att det utifrån det växt fram sagobildningar kring drakarnas eventuella förekomst. En annan förklaring, som hänvisar till den kinesiska draken, är att man förknippat varaner eller reptiler med dessa. Drakar förekommer i flera kulturers mytologi, bl.a. i Sydamerika, Europa och Asien.
Paleontologen Edgar Dacqué, som lämnade natruvetenskapen och närmade sig teosofin, lanserade en pseudoteori om att alla bär ett "urminne". Det går långt mycket längre tillbaka i tiden än människan, vilket skulle göra att människor ändå har minnesbilder av dinosaurier och att det förklara fenomenets uppkomst.

## Västerländska drakar

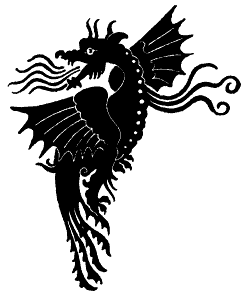
Drake på en medeltida vävnad.

Den västerländska draken är fjällig och kan ofta spruta eld och etter. I medeltida tradition har den ofta vingar och två eller fyra lemmar. I många berättelser ruvar de på skatter för att bli rikare, ett arv från forngermansk mytologi där det sägs att "allt som ligger under ormen (draken) växer i takt med att ormen växer". Drakar har ofta magiska egenskaper, i europeisk tradition ibland koncentrerade i en så kallad drakontia som finns inne i huvudet. Vill man plocka ut den måste man göra det medan draken fortfarande lever. Vidare erhåller den som äter ett drakhjärta mycket stor visdom och den som badar i dess blod blir osårbar. Dessa två element beskrivs bland annat i Völsungasagan.
Utifrån sagor som Kung Lindorm och Sankt Göran och draken är ett känt motiv att de kidnappar och äter jungfruar.

### Germanska drakar

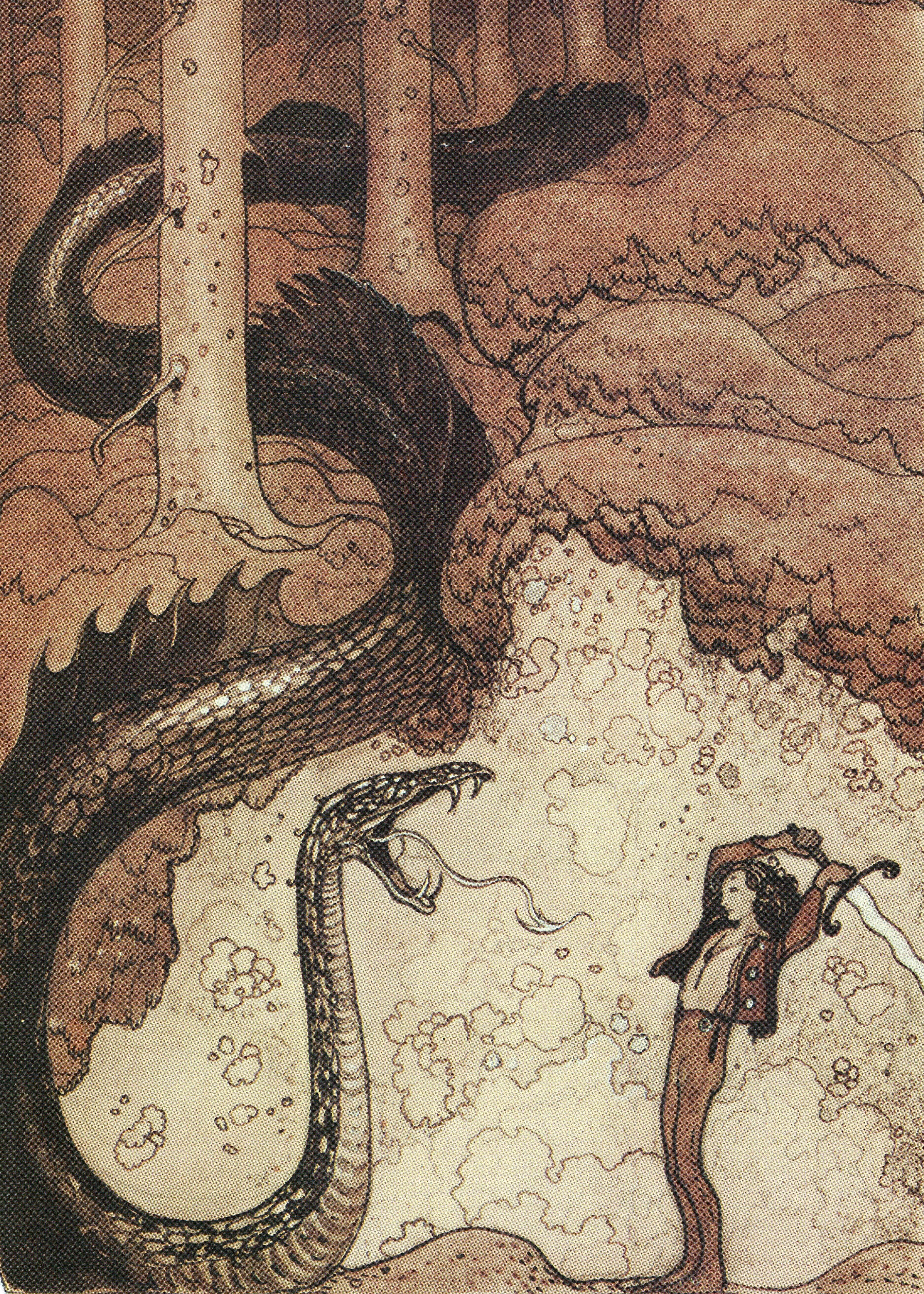
Nordisk lindworm ritad av John Bauer (1911). Den nordiska lindormen uppvisar många element med de germanska förmedeltida drakarna.

I svensk folktro och folkminne är drakar ofta övernaturliga och kan hamnskifta till vad de vill. De vaktar ofta skatter och om någon är ute efter dess stora skatter kunde den nya hamnen vara väldigt skrattretande. Särskilt svenska drakar brukar inte ha vingar, såsom en svenska lindormen, men vissa kan stundom flyga ändå, så kallade flogdrakar. Då såg det ut som ett gyllene band som strök över himlavalvet.
Det finns en skotsk berättelse om en askepilt (Assipattle) som mötte en drakorm med en flera mil lång kluven tunga och som med denna kunde ödelägga såväl städer som natur. Enligt myten är Orkneyöarna, Shetlandsöarna och Färöarna denna drakes utspottade tänder och Island dess hopringlade kropp.
I central- och östeuropeiska berättelser om drakar är hjälten oftare av kvinnligt kön än manligt, och det är prinsen som väcks av jungfruns kyss efter att hon genomgått hårda prövningar.

### Medeltida drakar

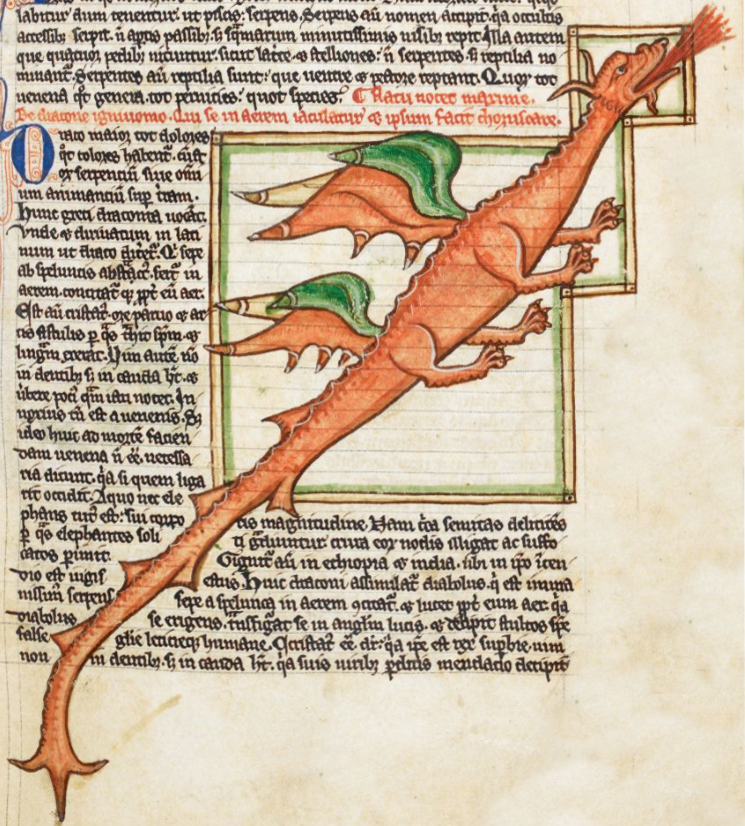
MS Harley 3244, ett medeltida bestiarium från omkring 1260 AD, med den äldsta bilden av en modern västerländsk drake.

Efter Roms fall i början av 470-talet var den europeiska kulturen i stort sett utan kontakt med klassisk litteratur i århundraden. Drakar under folkvandringstiden och vikingatiden var i huvudsak stora giftiga ormar, vilka senare härletts i lindormar och sjöormar. Först under vikingatiden börjar den moderna västerländska bilden av en drake utvecklades och drakarna får lemmar och vingar och börjar spruta eld.
I Beowulfkvädet från 800-talet sprutar den antagonistiska odöpta draken något som kan sägas vara en blandning av etter (giftig vätska) och eld, kallad ”etterskadan” (anglosaxiska: attorsceaðan), varvid den även smälter av sin egen hätta när den dräps. Bevingade drakar börjar först dyka upp omkring slutet av vikingatiden. Runstenen U 887 i Uppland är från slutet av 1000-talet och uppvisar en av de äldsta kända avbildningarna av en bevingad drake i Europa. I Valans spådom, nedskriven på 1200-talet men med anor från 900-talet, berättas det att Nidhugg kommer ses flyga över himlen vid världens pånyttfödelse efter ragnarök, symboliserande att ondskan kommer bestå även i nästa världsålder.

### Västerländska draktyper

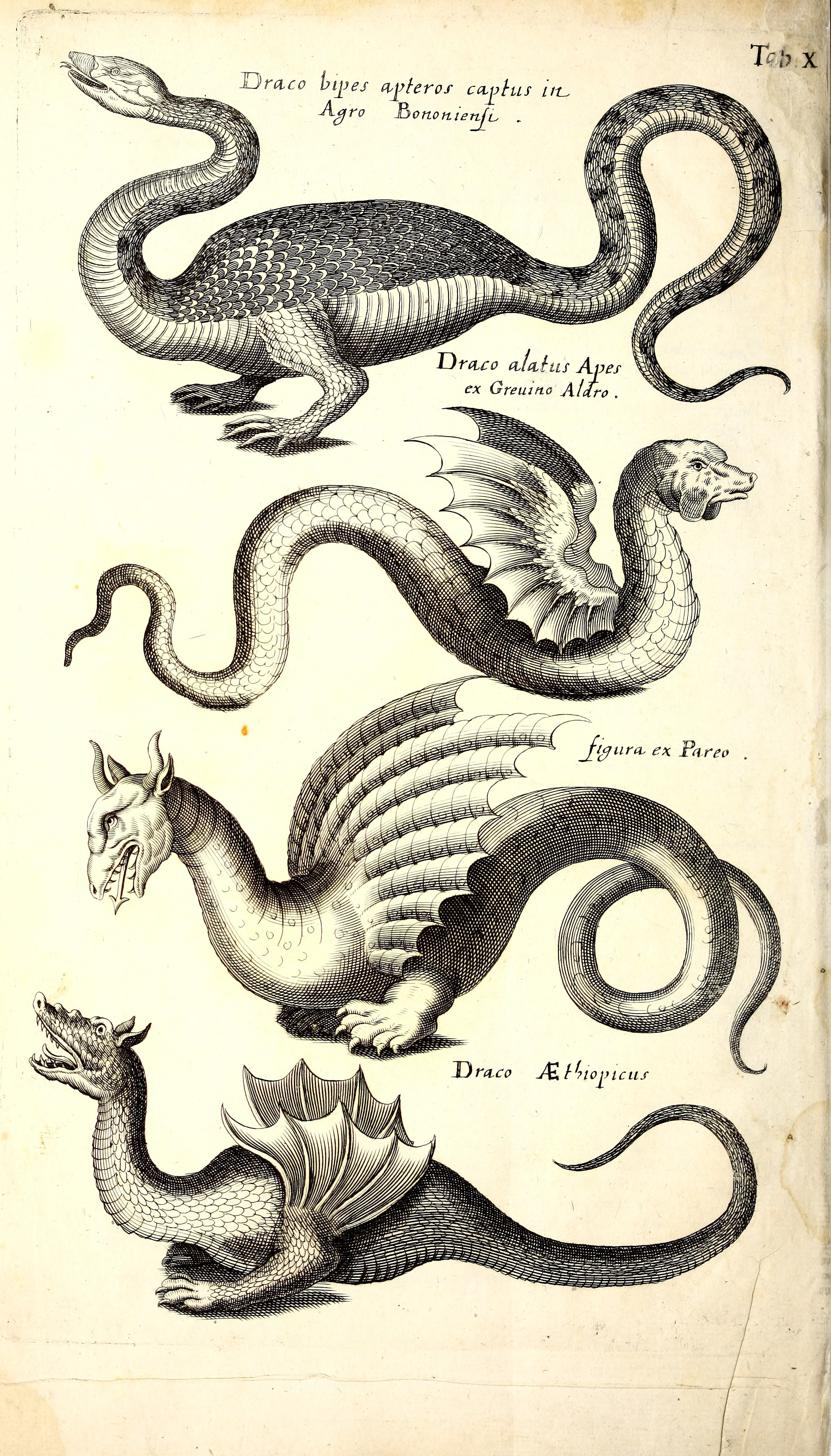
Italienska avbildningar av olika centraleuropeiska lindormar eller liknande (1650).

Det finns flera olika typer av västerländska drakar.
I Nord- och Centraleuropa finns bland annat så kallade lindormar (belagt sedan omkring 1200 i Nibelungenlied, som medelhögtyska: lintrache, senare lintwurm) vilka även de varierar kraftigt. I Centraleuropa, särskilt de tyskpratande länderna, har de ofta lemmar och vingar varav vissa snarast är vanliga drakar medan andra har mer unika anspråk såsom framben utan bakben och därmed krälar fram som en mexikansk masködla. I Nordeuropa, särskilt i Sverige, är lindormar traditionellt stora ormar utan varken lemmar eller vingar. De kan spotta gift och sägs ha något som liknar en hästman längs ryggraden, vilket sammanfaller med berättelser om nordiska sjöormar.
I Västeuropa, särskilt Frankrike, finns drakliknande väsen som kallas guivre eller vouivre vilka är närbesläktade med den centraleuropeiska lindormen. Dessa brukar avbildas mer som traditionella drakar än lindormar men är annars mycket lika. I Storbritannien finns en draktyp som kallas wyver (engelska: wyvern) vilken är besläktad med den västeuropeiska vouivren och guivren både mytologiskt och etymologiskt (av latin: vipera, ”giftorm”). Genemot lindormar och vouivrer/guivrer ses wyvern som en renrasig drake och de har fastställda signalement. De har samma kroppsbyggnad som en fågel med ett par vingar och ett par ben och sprutar i regel inte eld.
Bland mindre finns de månghövdade hydrorna ur grekisk myt eller den hönsbesläktade basilisken.

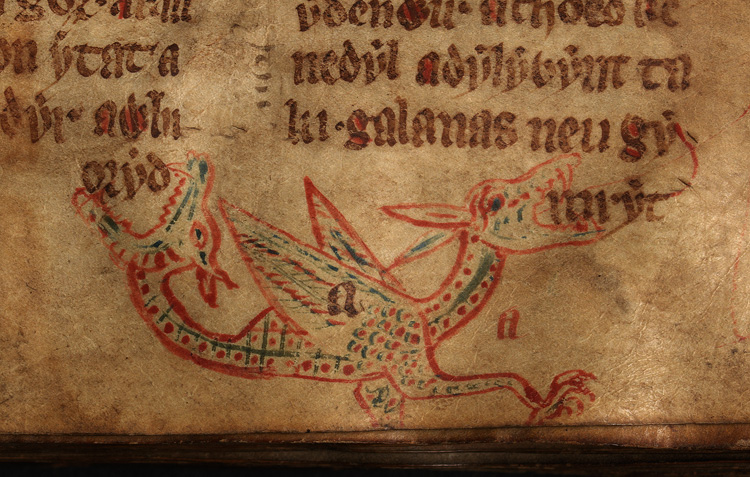
Wyver ur ett walesiskt 1300-tals manuskript.
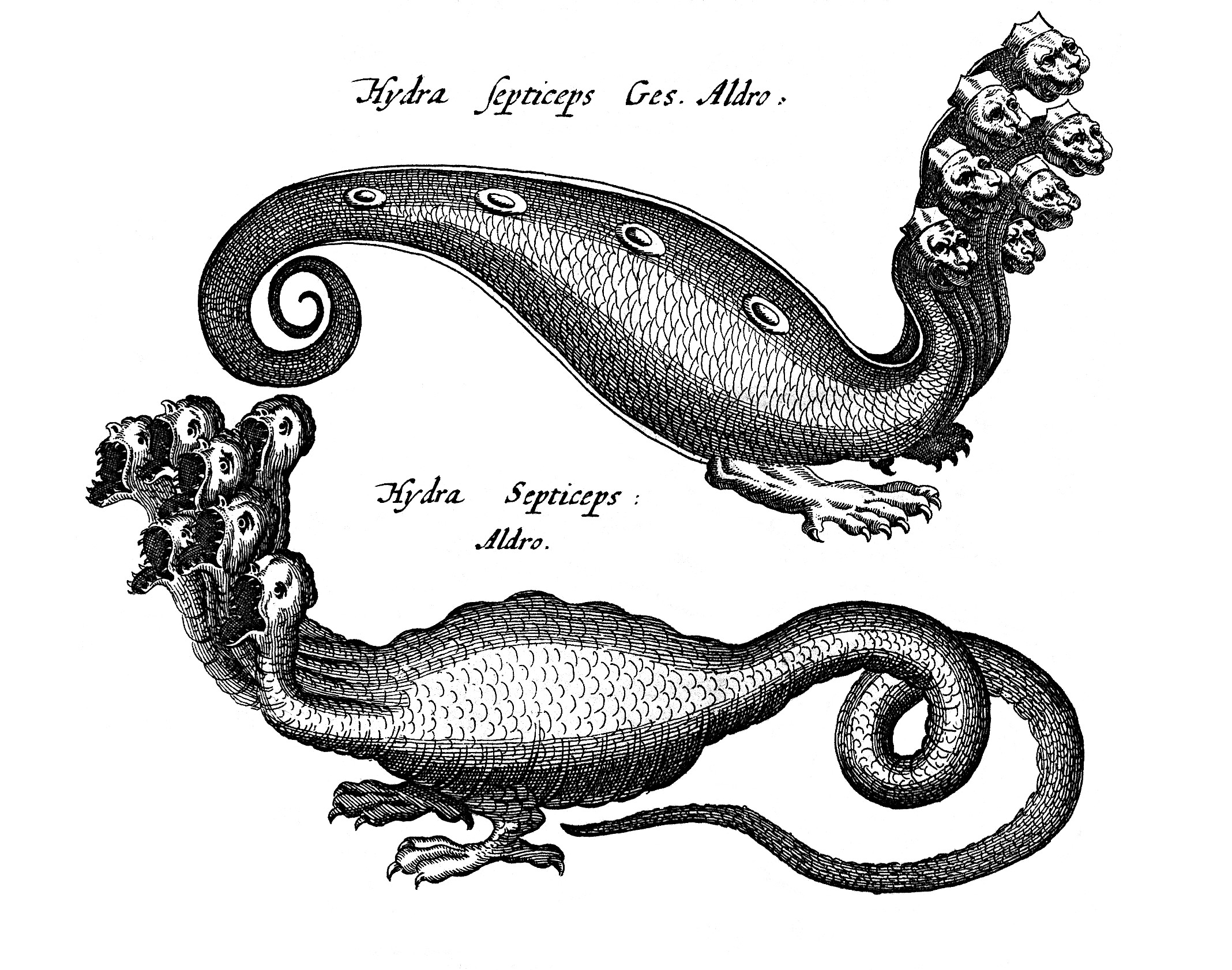
Hydra (1665).
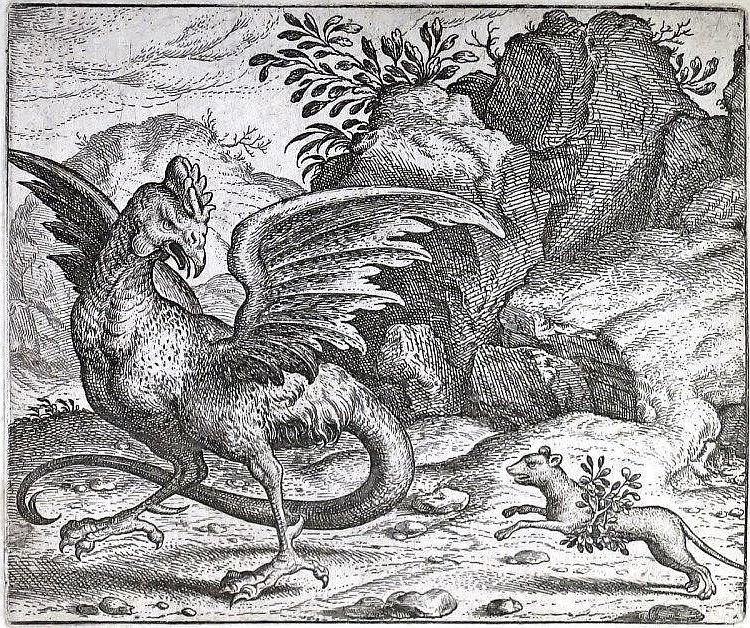
Basilisk mot en vessla (1567).

## Österländska drakar

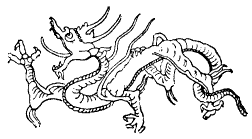
Japansk drake.

Den österländska draken (kinesiska: 龙; lóng), i Sverige främst känd under benämningen kinesisk drake, däremot saknar vanligen synliga vingar och har en ormliknande kropp, och den är till skillnad från sin europeiska släkting hyllad som god, förknippad med vatten och en symbol för visdom. Ofta avbildas draken med en pärla som dess makt ligger i. Den som erövrar pärlan kan tämja draken. Kejsarens tron kallades Draktronen, och draken var under många hundra år kejserligt emblem.
Ett indonesiskt flygbolag, Garuda Indonesia, har tagit namnet efter Garuda, som är namnet på en snäll, flygande drake.

## Egyptiska drakar
I egyptisk mytologi finns bara två kända drakar, vilka skiljer sig markant.
Den ena är en traditionell ormdrake, en stor övernaturlig orm som vill ha makt, kallad Apep (eller Apofis utifrån dess senare grekiska namn). Han är en ond gud och symbol för mörker och förtvivlan och håller till i vatten, därtill en sorts sjöorm eller havsdrake. I myten hatar han solguden Atum-Ra som seglar över himlen och sprider sitt ljus över världen. Apep försöker sluka Atum-Ra och blir därför dräpt av solgudens barn, solguden själv (i skepnad av kattguden Miuty) eller guden Set.
Den andra är en mer djurisk drake i stil med en grip, kallad Akhekh, vilken är beskriven i grunden som fyrbent med vingar. En beskrivning återger den som en chimär Oryx med fågelvingar och näbb med svansen av en orm. Den ska vara bosatt i öknen väster om Nilen och associerades med guden Set såväl som hans domän av mörker, västra öknen, kaos, och vatten.

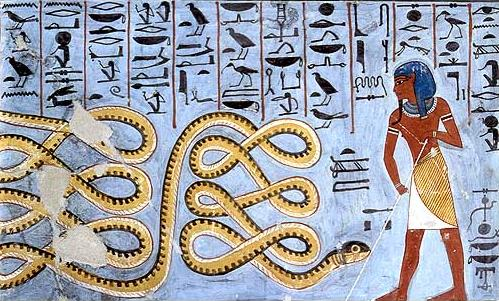
Apep som blockeras av Atum-Ra med ett spjut.
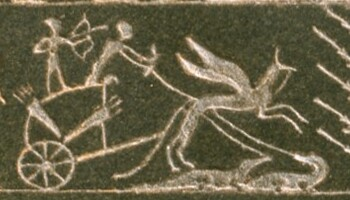
Akhekh som drar en stridsvagn över två krokodiler på Metternichstelen.

## Uramerikanska drakar

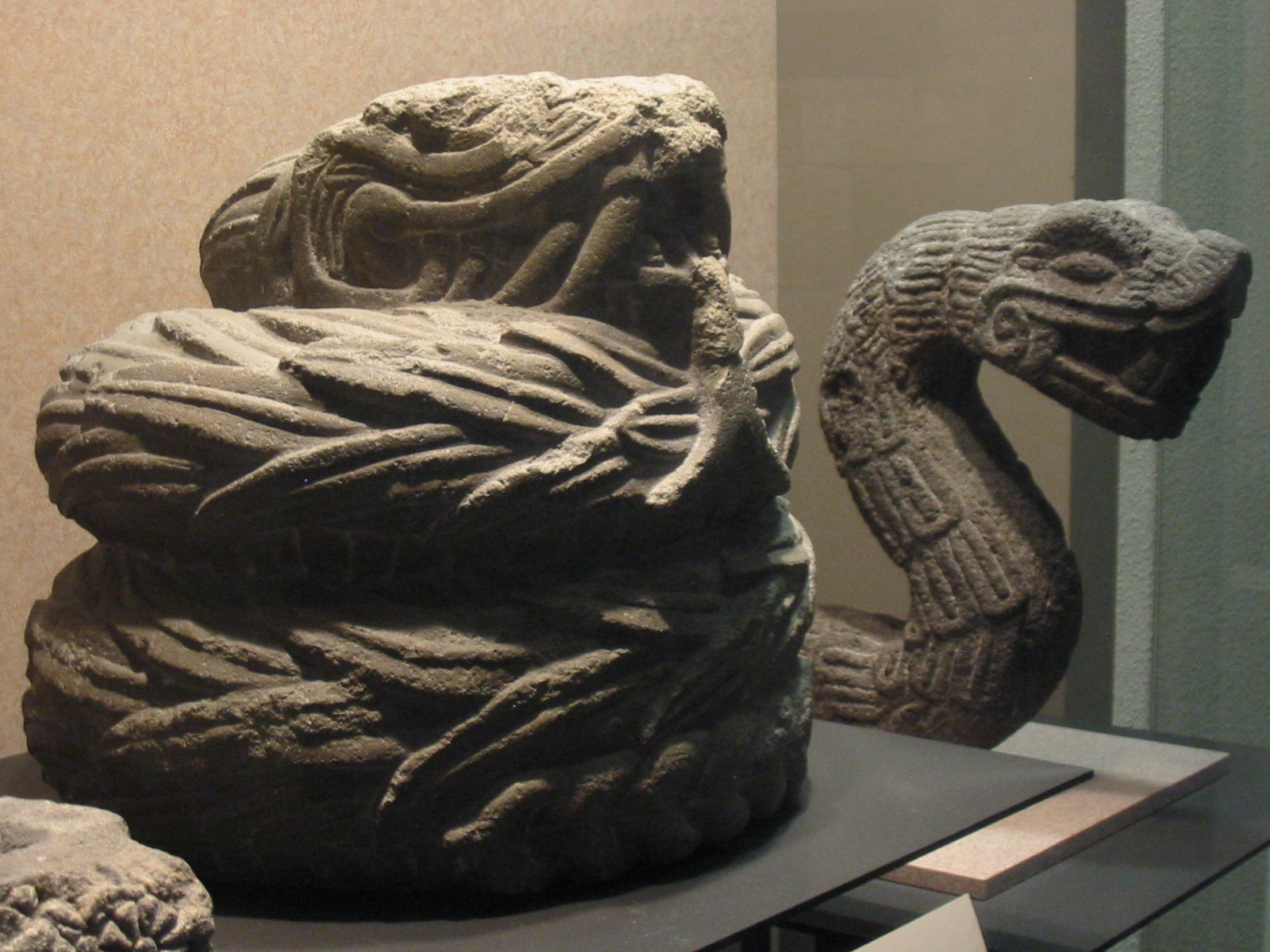
Aztekiska statyer av fjäderormar.

Uramerikanska drakar är ofta chimära ormar i olika varianter. I sydvästamerikansk mytologi finns till exempel Amaru (även kallad katari), en bevingad orm med chimära drag. I mesoamerikansk mytologi förekommer fjäderormar (fjädrade ormar), bland vissa folk fortfarande kallade Quetzalcóatl efter ormguden vid samma namn. I nordamerikansk folktro finns det flera myter om gigantiska hornade ormar(en).

## Drakar inom religion
I de flesta religioner har det funnits Drakar. I mesopotamisk mytologi finns kaosmonstret Tiamat, som guden Marduk dräper, och av vars kropp han skapar världen. De gamla Aztekerna trodde på en solgud vid namn Quetzalcóatl, som har avbildats som en befjädrad flygande orm. Egyptierna föreställde sig drakar som onda varelser som utdelade plågor mot dem som hamnade i dödsriket. Nordmännen eller vikingarna trodde att en drake vid namn Nidhögg gnagde på världsträdet Yggdrasils rötter. Även hinduerna berättar om något slags drakar i sina heliga skrifter.
I kristen symbolik ter sig draken vara ett förkroppsligande av det djävulska eller rent av Satan själv, som ärkeängeln Mikael besegrar och störtar ned i helvetet. Detta kan vara orsaken till att västerländska drakar ofta förknippas med eld. Draken är också omnämnd i den sista kända bibelboken, Johannes uppenbarelse. Där ser Johannes en fasansfull best med sju huvuden, tio horn, och sju huvudkronor. Dessutom omnämns det i slutet av bibelboken Job om Leviatan, där rök kommer från näsan och eld från munnen.

## Drakar i rollspel
Inom vissa rollspel (främst Dungeons & Dragons) delas drakar upp efter färg. Metallfärgade (Metallic) (guld, silver, etc.) är goda och "vanliga" (Chromatic) (gröna, röda, blå, svarta och vita) är onda. Andedräktens beskaffenhet skiftar också beroende på färg.
- blå sprutar åskviggar (blixtar)
- röda sprutar eld
- svarta sprutar syra
- vita sprutar kyla
- gröna sprutar gas
- gyllene kan göra samtliga saker enligt ovan

Dessa drakar är i sin tur stegade efter hur pass starka de blir med åldern. De gyllene drakarna är högst upp på stegen, medan de röda kommer strax efter.
Draken Tiamat har fått en renässans delvis på grund av Dungeons & Dragons.

## Draktyper
Drakar kan ofta särklassas i olika "arter" eller andra familjer efter olika drag med mera. Några exempel är:
- akhekh
- amaru
- basilisk
- europeisk drake(en)
- fjäderorm
- fornnordisk drake(en) (orm)
- guivre
- hjulorm (ringorm)
- hornade ormar(en)
- hydra
- lindorm
- sjöorm
- vouivre
- västerländsk drake (long)
- wyver

## Se även

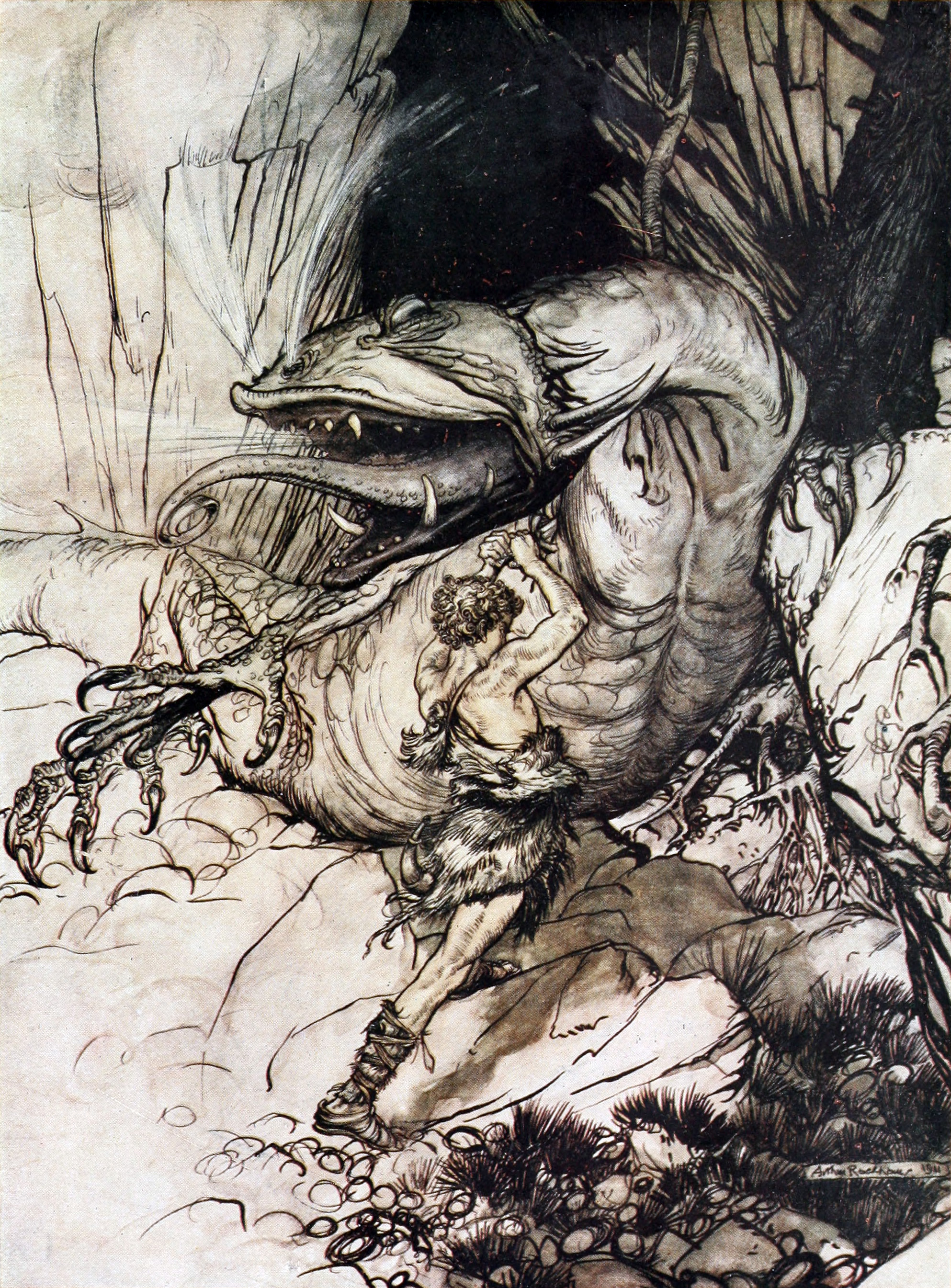
Hamnskiftaren Fafner, klädd i hamn av en lindorm eller drake, vilken dödas av vikingahjälten Sigurd (sedermera Sigurd Fafnesbane), illustrerad av Arthur Rackham, 1911.